# Bolenstein
Bolenstein, ook wel Boelestein genoemd, is een ridderhofstad aan de Bolensteinseweg 1 te Maarssen op de westelijke Vechtoever.

## Bouwkundige geschiedenis
Het huis had in de 17e eeuw een dubbele bekapping ter weerszijden met dubbele trapgevels. Het had vier schoorstenen met piramidevormige bekroningen met windvaantjes. In 1825 is dit vervangen door een vierkante kap met een torentje en klok. Er werd ook een brug-bordes aangelegd. De muren zelf werden gepleisterd met geblokte banden aan de hoeken. In 1917 is een erker aangebouwd. Vanaf 1960 is het huis gerestaureerd en ontpleisterd.

## Eigenaren

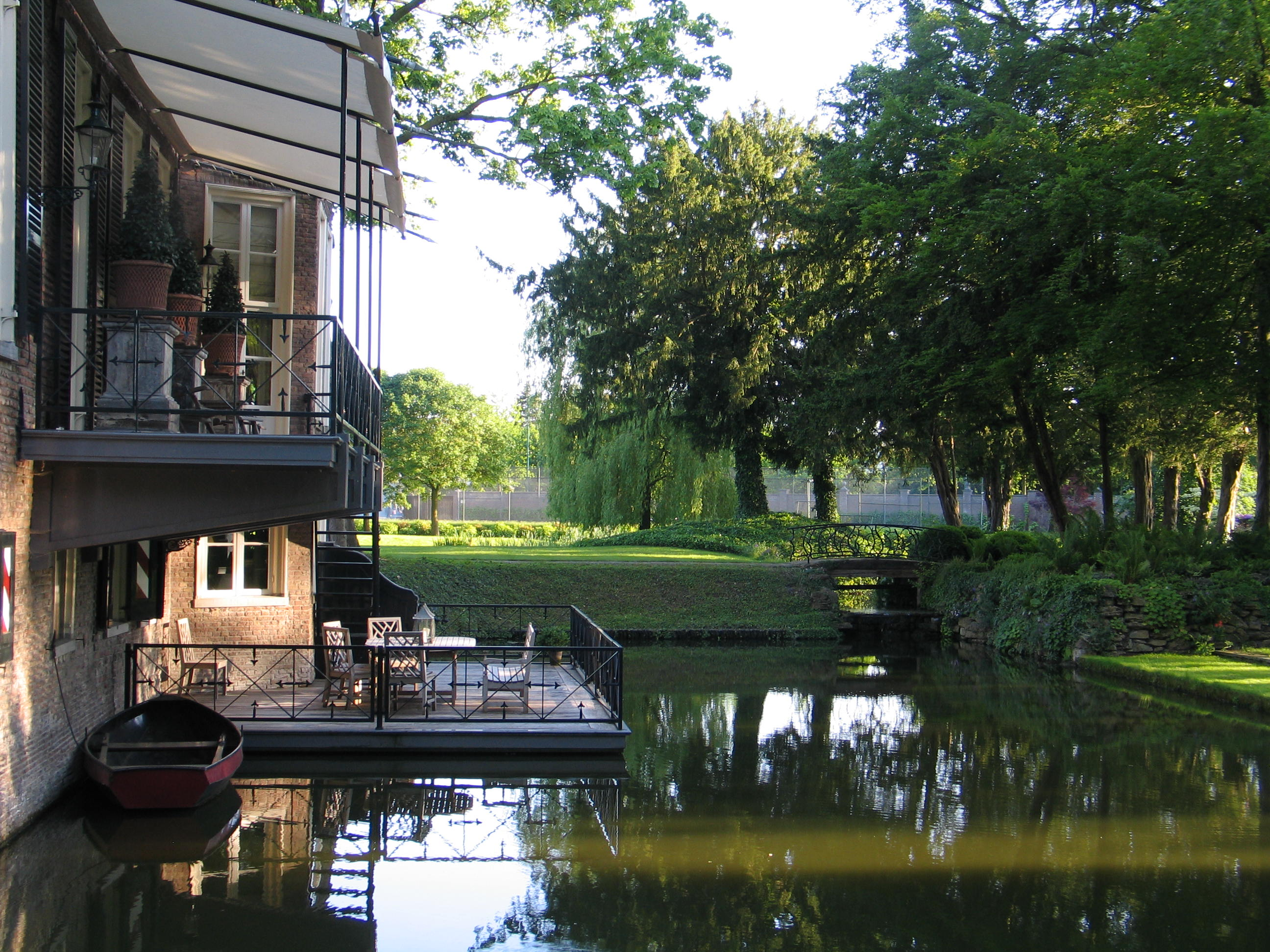
Achterkant in 2009

Het wordt voor het eerst genoemd in 1340 en is waarschijnlijk gebouwd door een Derck van Bole, aan wiens familienaam het zijn naam zou danken. In 1404 draagt de toenmalige eigenaar (Dirck van Bole) het in leen op aan de Bisschop van Utrecht.
In 1438 is het verkocht aan ridder Otto Snaef en later worden de Van Nijenrodes eigenaar. Achtereenvolgens worden de volgende families eigenaar: Snellenburg, Van Zuylen van Nijvelt, Godin, de Malapert en Van Heeckeren.
In de 19e eeuw zijn de eigenaren Johannes Fåhraeus, Walland, Abels Visser, Wolff, Strick van Linschoten, Van der Vijsel en begin 1900 J.M. de Muinck Keizer, die het in 1942 verkocht aan de gemeente Maarssen, die het vervolgens gebruikt als huisvesting voor de Rijkspolitie en als distributiekantoor. In 1960 verkoopt de gemeente het aan de architect B.O. van den Berg. Van 1981 tot 1999 woonde de filmproducent Matthijs van Heijningen in het huis.
Uiteindelijk wordt dan de 2006 in opspraak geraakte vastgoedmagnaat Jan-Dirk Paarlberg de eigenaar. Hij had hier enige kantoorruimten aan de latere Commissaris van de Europese Commissie Neelie Kroes gratis beschikbaar gesteld. Hij zette het in maart 2021 te koop voor een "double digit"-bedrag.

## Theekoepels
In 1903 is de theekoepel van Bolenstein geweken met de aanleg van de nieuwe Wilhelminaweg. Het bouwwerkje is vervolgens geplaatst aan de Molendijk bij Beek en Hof in Loenen aan de Vecht. De huidige theekoepel van Bolenstein is in 1968 overgeplaatst van de tegenovergelegen buitenplaats Doornburgh door B.O. van den Berg.